# Papierschubvissen
Papierschubvissen (Grammicolepididae) zijn een familie van straalvinnige vissen uit de orde van Zonnevisachtigen (Zeiformes).

## Onderfamilies en geslachten
- Onderfamilie: Grammicolepidinae (Papierschubvissen)
  - Grammicolepis Poey, 1873
  - Xenolepidichthys Gilchrist, 1922
- Onderfamilie: Macrurocyttinae
  - Macrurocyttus Fowler, 1934